# Gert Jeremias
Gert Jeremias (* 3. April 1936 in Göttingen; † 12. August 2016 in Tübingen) war ein deutscher Neutestamentler.
Gert Jeremias, ein Sohn von Joachim Jeremias, promovierte 1961 in Heidelberg mit einer Dissertation über den „Lehrer der Gerechtigkeit“ zum Doktor der Theologie. Der Kölner Judaist Johann Maier nannte die Arbeit ein „Standardwerk“: „Dieses Buch dient bis heute jeder ernsthaften Diskussion dieses Themas als Grundlage und blieb in seinen wesentlichen Inhalten, nicht zuletzt in den Textinterpretationen, maßgebend.“ Jeremias lehrte seit 1975 als Professor für Neues Testament an der Universität Marburg und seit 1983 als Professor für Neues Testament an der Universität Tübingen. Zusammen mit Hartmut Stegemann gab er 1971 eine Festschrift für Karl Georg Kuhn heraus.